# Lockheed P-7
Lockheed P-7 là một loại máy bay tuần tra 4 động cơ, được Hải quân Hoa Kỳ đặt mua nhằm thay thế cho P-3 Orion.

## Tính năng kỹ chiến thuật (P-7A, as designed)
Đặc tính tổng quát
- Kíp lái: 13+
- Chiều dài: 112 ft 8 in (34,34 m)
- Sải cánh: 106 ft 7 in (32,49 m)
- Chiều cao: 32 ft 11 in (10,03 m)
- Diện tích cánh: 1.438 foot vuông (133,6 m2)
- Trọng lượng rỗng: 105.000 lb (47.627 kg)
- Trọng lượng có tải: 165.000 lb (74.843 kg)
- Trọng lượng cất cánh tối đa: 171.350 lb (77.723 kg)
- Động cơ: 4 × General Electric T407 kiểu turboprop, 6.000 hp (4.500 kW)  mỗi chiếc

Hiệu suất bay
- Vận tốc cực đại: 410 mph (660 km/h; 356 kn)
- Tầm bay: 2.470 mi (2.146 nmi; 3.975 km)
- Công suất/khối lượng: 0,14 hp/lb (0,24 kW/kg)